# 상루이스섬

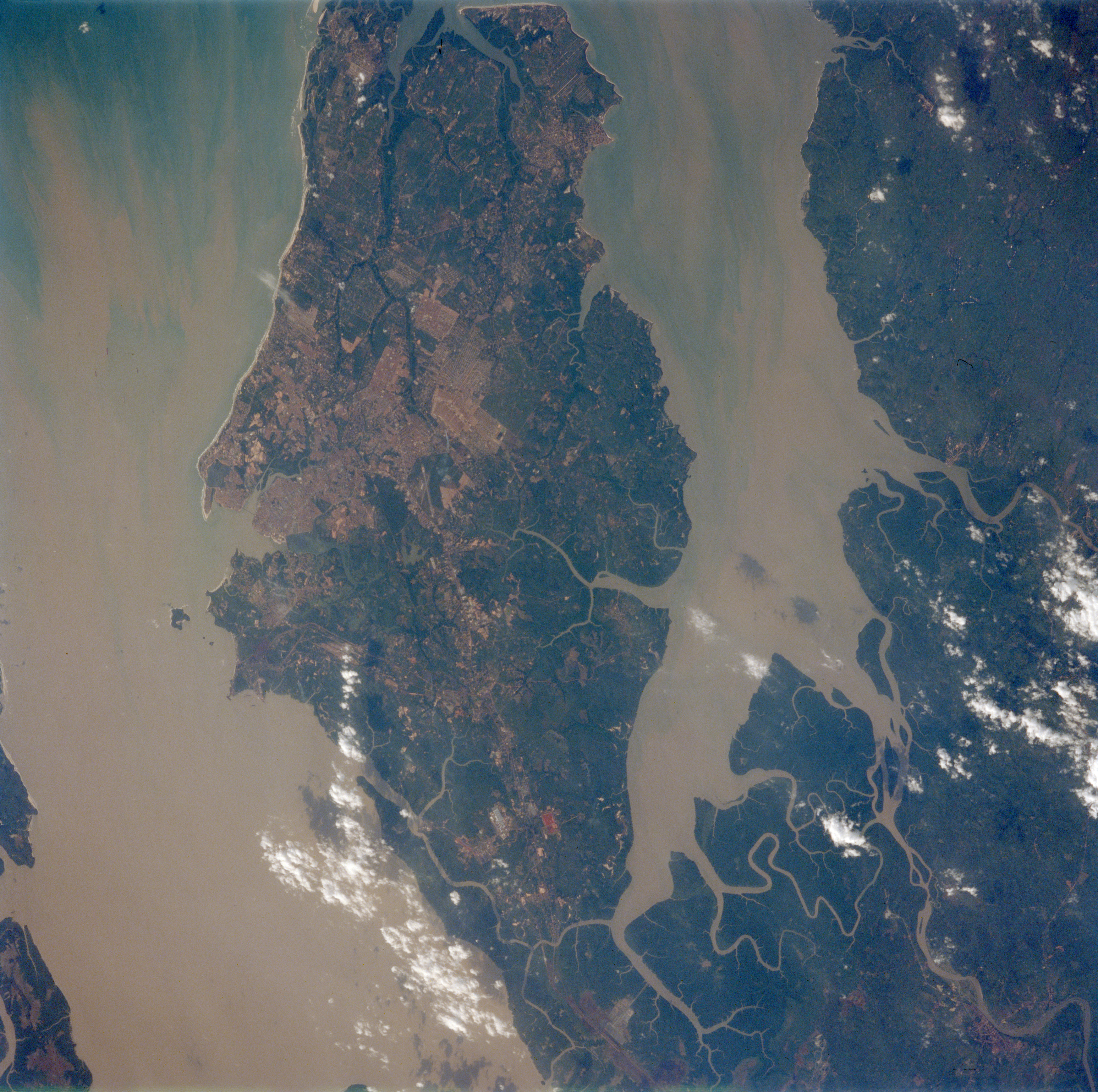
상루이스섬의 위성 사진

상루이스섬(포르투갈어: ilha de São Luís)은 브라질 마라냥주의 섬으로 면적은 1,412.4 km²이다. 상마르쿠스만과 상조제만 사이에 위치하고 있다. 섬에는 상루이스, 상조제지히바마르, 파수두루미아르, 하포자의 네 도시가 있다.